# Реликвии Шарипутры и Маудгальяяны

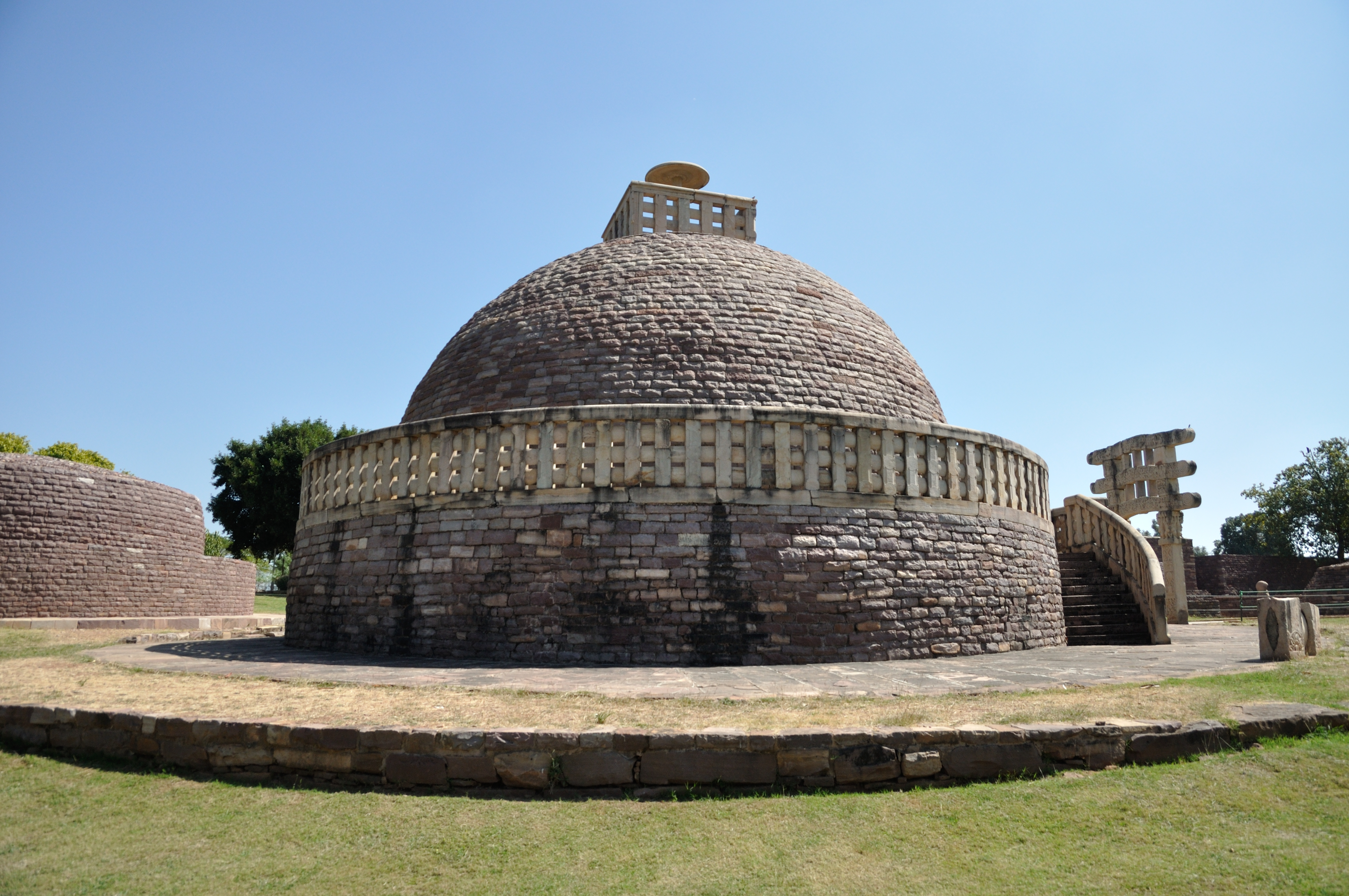
Ступа № 3 в Санчи, где впервые были обнаружены мощи Шарипутры и Маудгальяяны

Реликвии Шарипутры и Маудгальяяны (англ. Relics of Sariputta and Moggallana) — кремированные останки буддийских арахантов Шарипутры (санскр. Śāriputra, пали Sāriputta) и Маудгальяяны (санскр. Maudgalyāyana, пали Moggallāna), которые считаются двумя главными учениками Будды. Они дружили с детства, вместе стали последователями Будды и достигли просветления как араханты. Будда объявил их двумя своими главными учениками и они возглавили монашеское сообщество. Шарипутра и Маудгальяяна умерли за несколько месяцев до Будды недалеко от древнего индийского города Раджагаха и были кремированы. Согласно буддийским текстам, останки учеников были помещены в ступы в известных монастырях того времени. Останки Шарипутры хранились в монастыре Джетавана, а останки Маудгальяяны — в монастыре Велувана.
В 1851 году во время раскопок ступ в индийских городах Санчи и Сатдхара британские археологи майор Александр Каннингем и капитан Фредрик Мейси обнаружили реликвии, приписываемые главным ученикам. Учёные предположили, что сначала реликвии хранились в ступах возле Раджагахи, но позднее были перераспределены индийскими правителями, такими как император Ашока. В 1866 году реликвии из Сатдхары оказались в Музее Виктории и Альберта в Лондоне, а реликвии из Санчи считались утраченными во время кораблекрушения. Вслед за движением возрождения буддизма в Южной Азии в конце XIX века, буддийские организации, включая Общество Махабодхи, начали оказывать на британское правительство давление с целью вернуть реликвии в Азию, чтобы они могли должным образом почитаться. В конечном итоге британское правительство уступило. В 1947 году реликвии были отправлены в Шри-Ланку, где они почти два года выставлялись в музее Коломбо, и, начиная с 1949 года, совершили тур по Азии. Затем реликвии были разделены и помещены на окончательное хранение в 1952 году. В настоящее время части находятся в пагоде Каба Айе в Янгоне, Мьянма, в храме Общества Махабодхи в Коломбо, Шри-Ланка, и в Вихаре Четиягири в Санчи, Индия.

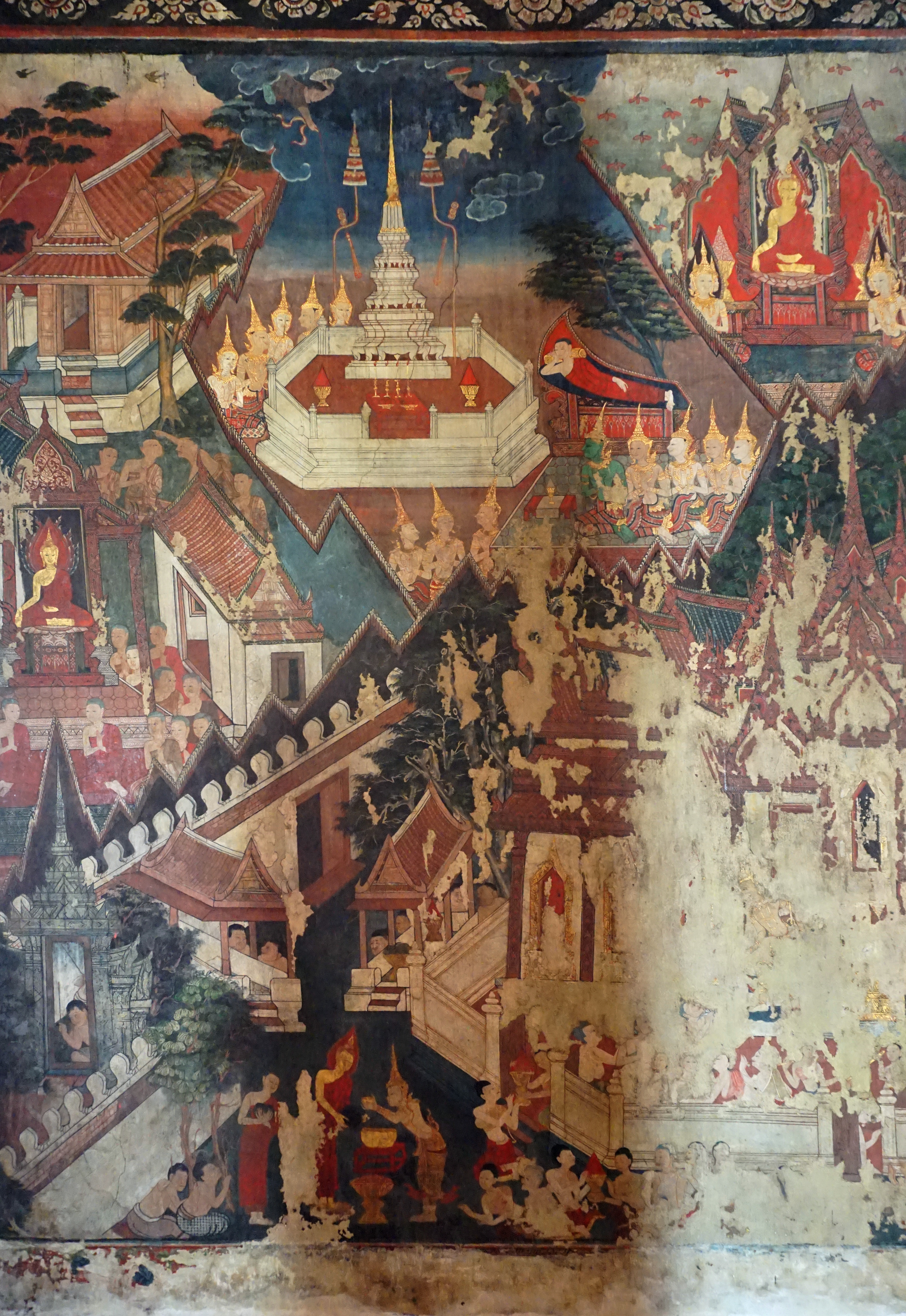
Тайская картина, изображающая смерть Шарипутры

## Шарипутра и Маудгальяяна

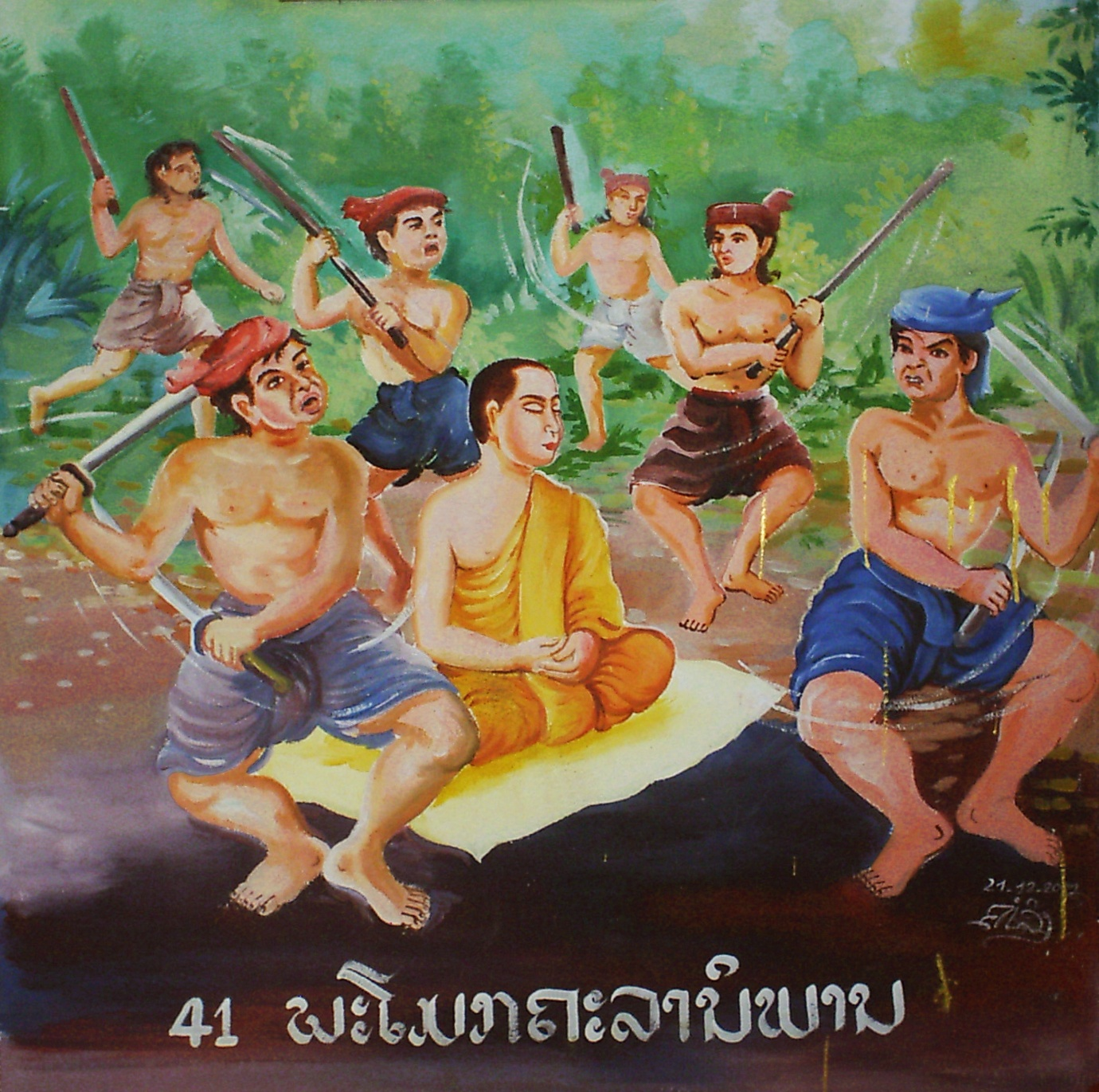
Изображение смерти Маудгальяяны

Шарипутра и Маудгальяяна были двумя главными учениками Будды. Шарипутра считался среди учеников обладающим наибольшей мудростью, а Маудгальяяна — обладавшим выдающимися сверхъестественными способностями. В буддийских текстах говорится, что Шарипутра и Маудгальяяна с детства дружили и в юности занялись духовными исканиями. После встречи с Буддой они стали его последователями. В Махападана Сутте ДН 14 говорится, что Будда назвал друзей «парой главных учеников, превосходной парой» (пали sāvakayugaṁ aggaṁ bhaddayugaṁ). Тексты описывают, что двое друзей стали арахантами и сыграли руководящую роль в служении Будде, в том числе им было поручено обучать других монахов. Шарипутра считался учеником правой руки, а Маудгальяяна учеником левой руки Будды.
Согласно буддийским текстам, Шарипутра и Маудгальяяна умерли за несколько месяцев до Будды. В рассказах о смерти Шарипутры говорится, что он мирно почил в своем родном городе и был кремирован в Раджагахе. Помощник Шарипутры Чунда принёс его останки Будде в Шравасти, где они были помещены в ступу в монастыре Джетавана. В сообщениях о смерти Маудгальяяны говорится, что он умер после того, как его избили бандиты в пещере недалеко от Раджагахи. Буддийские тексты утверждают, что мощи Маудгальяяны были собраны и хранились в монастыре Велувана недалеко от Раджагахи. На протяжении последующих столетий сообщения китайских паломников, таких как Сюаньцзан, указывали на то, что реликвии можно было найти в индийском городе Матхура в ступах, построенных императором Ашокой.

## Раскопки утерянных реликвий

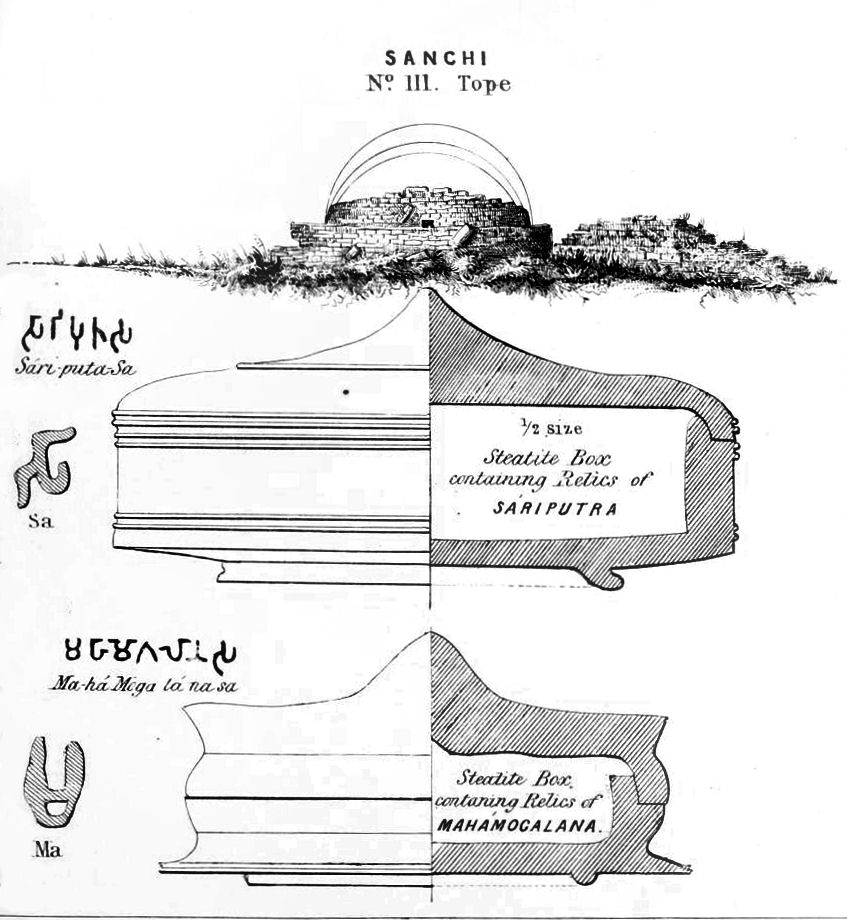
Набросок, сделанный Каннингемом с изображением шкатулок с реликвиями Шарипутры и Маудгальяяны, найденных в Санчи, ступа № 3

По состоянию на 1999 год археологические отчеты не подтвердили находки реликвий главных учеников в местах, упомянутых китайскими паломниками или буддийскими текстами. Тем не менее, в ходе британских раскопок XIX-го века были обнаружены реликвии, которые, согласно источникам, должны были храниться в других местах.

### Реликвии из Санчи
В 1851 году британский археолог майор Александр Каннингем, основавший в 1861 Индийский археологический надзор и ставший «отцом индийской археологии», со своим помощником капитаном Фредриком Мейси исследовали место в Санчи, недалеко от Бхопала, штат Мадхья-Прадеш в Индии, которое было известно своими многочисленными буддийскими ступами, также называемыми «топами» и датируемыми III веком до н. э. Ранее попытки произвести раскопки были предприняты сэром Томасом Гербертом Мэддоком, который вскрыл ступы снаружи, но не смог добраться до центра. Каннингхэм и Мейси в Санчи вели работы перпендикулярно через середину ступ, что позволило им успешно вскрыть и исследовать несколько «топ». Во время экспедиции Каннингем и Мейси раскрыли ступу № 3 и обнаружили в ней нетронутую камеру с двумя гробницами из песчаника. В каждой из гробниц находилась стеатитовая шкатулка с фрагментами человеческих костей. На крышках гробниц была надпись на брахми. Надпись на южной гробнице гласила Sariputasa («Сарипутта»), а на северной — Maha Mogalanasa, («Маха Могаллана»), что давало основание предположить, что это фрагменты костей, принадлежащие двум главным ученикам Будды. Относительное расположение гробниц имело значение и с точки зрения религии. Каннингем заявил, что при жизни Шарипутра и Маудгальяяна были главными учениками, занимавшими положение слева и справа от него. Их прах был размещен согласно этой позиции.

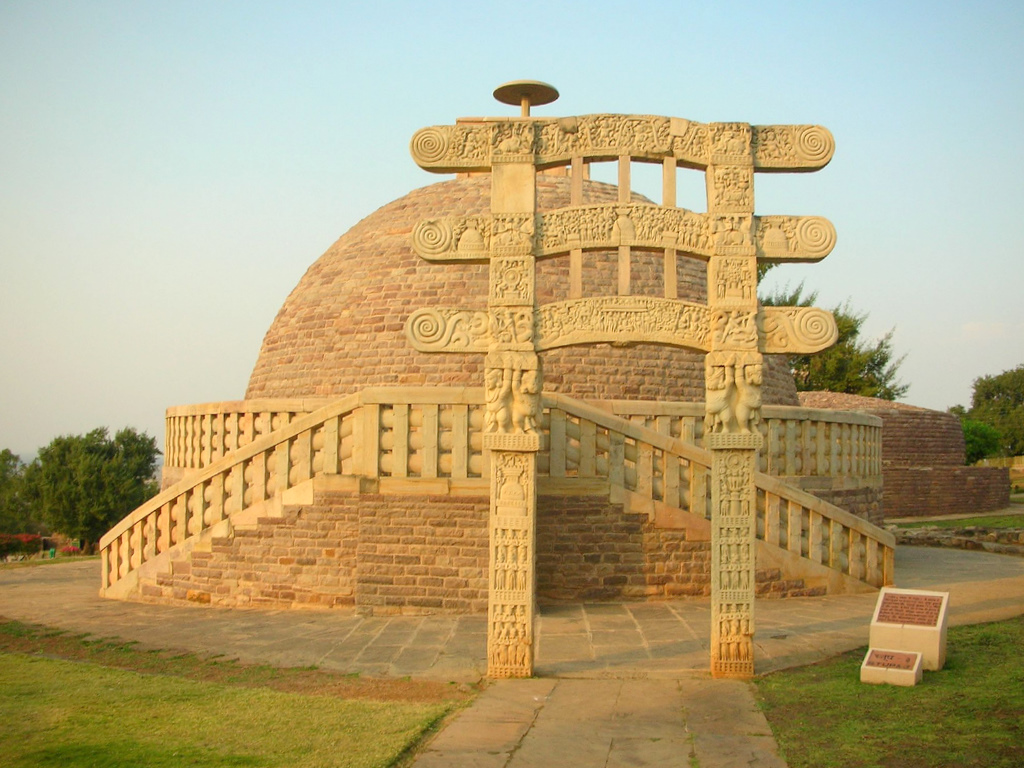
Ворота и ступа № 3 в Санчи

Согласно Каннингему, в древней Индии во время религиозных церемоний люди сидели лицом к востоку и даже использовали слово восток (пара) для обозначения понятия «перед», слово юг (дакшина) для обозначения правой стороны и слово север (вам) для обозначения левой стороны. Таким образом расположение гроба Шарипутры к югу и гроба Маудгальяяны к северу символизировало относительное положение каждого ученика правой и левой руки соответственно. Такое расположение также объясняется тем фактом, что Будда традиционно сидел лицом к востоку, поэтому юг был относительно него справа, а север — слева.

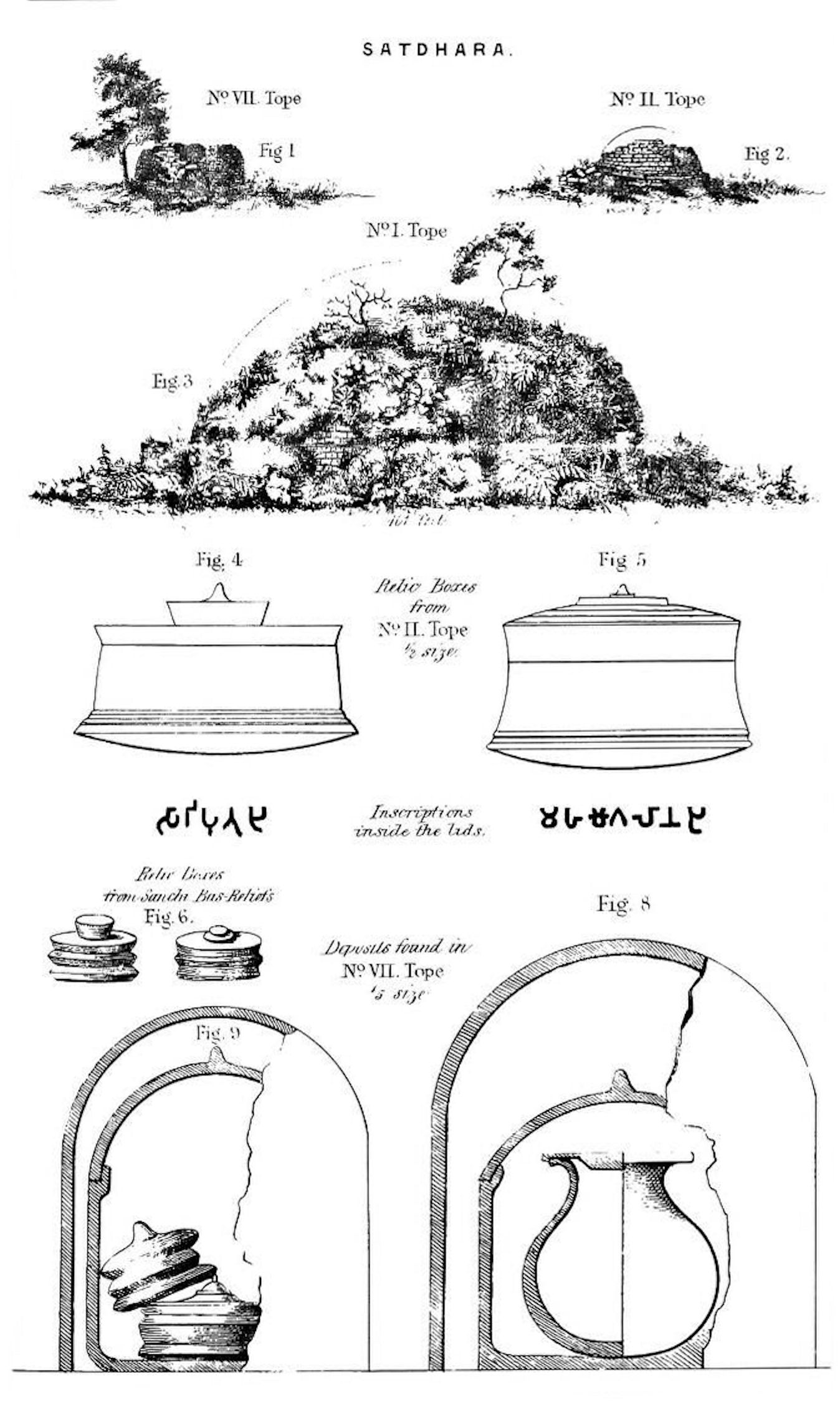
Эскиз ступ из Сатдхары и шкатулок, сделанный Каннингемом

Гробница, приписываемая Шарипутре, содержала круглую шкатулку из белого стеатита диаметром около 15 см и высотой примерно 7,5 см. Имевшая полированную и твёрдую поверхность, шкатулка была, вероятно, выточена на токарном станке. Шкатулку окружали два куска сандалового дерева, по предположению Каннингема, из погребального костра Шарипутры. Внутри шкатулки был один фрагмент кости длиной почти в 2,5 см и семь бусин, сделанных из драгоценных камней и металлов. Гробница, приписываемая Маудгальяяне, содержала немного меньшую шкатулку из стеатита, сделанную из более мягкого вещества. Внутри шкатулки были два костяных фрагмента, больший из которых имел длину около 1,27 см. На внутренней поверхности крышки каждой шкатулки был чернильный символ брахми: «Са» (𑀲𑀸) на шкатулке, приписываемый Шарипутре, и «Ма» (𑀫) на шкатулке Маудгальяяны. Согласно Каннингему, возможно, это были самые старые из существующих чернильных надписей.

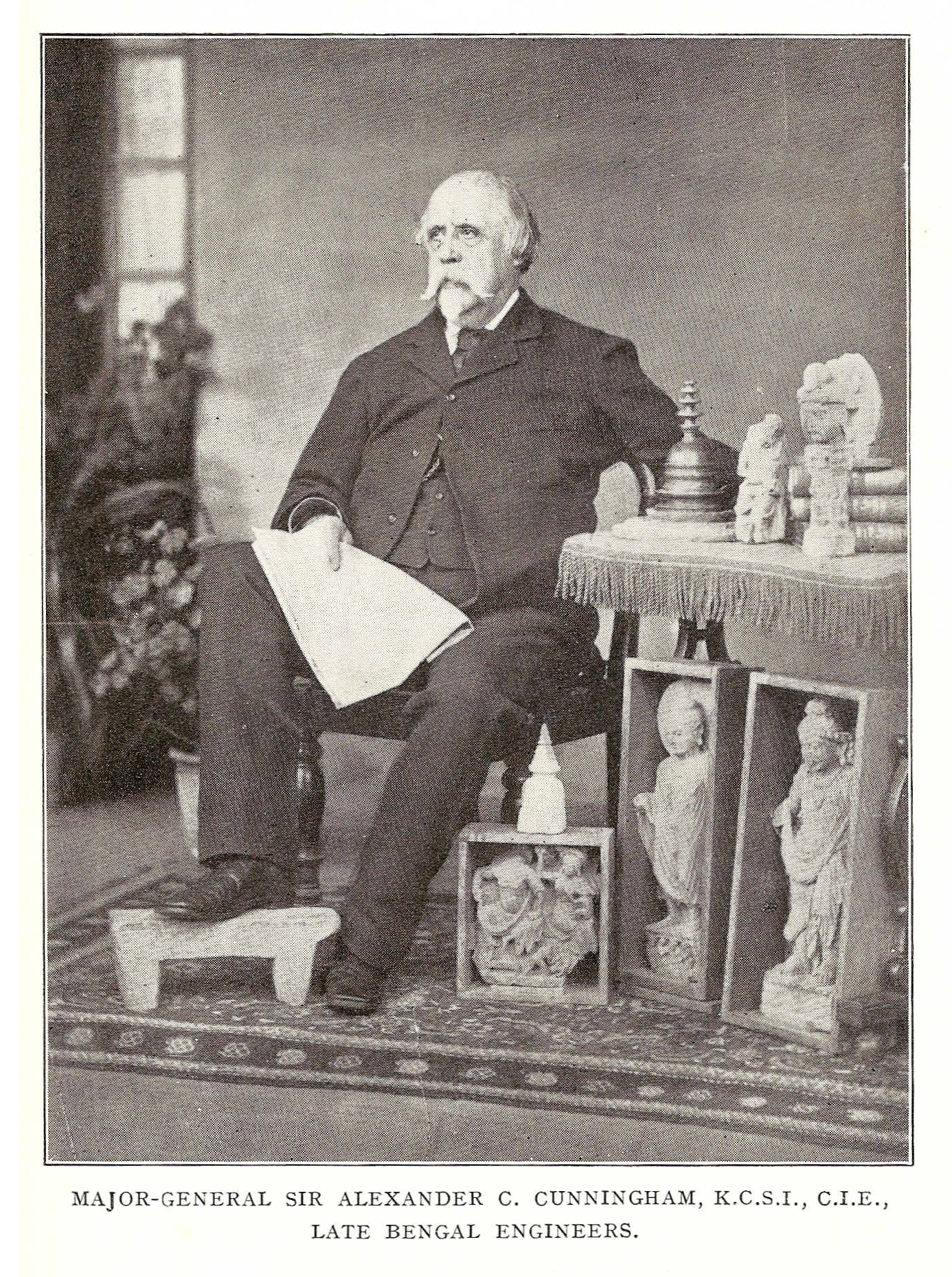
Александр Каннингем, один из археологов, обнаруживших мощи главных учеников Будды

### Реликвии из Сатдхары
После открытия в Санчи Каннингем и Мэйси раскопали несколько близлежащих участков. Во время раскопок в городе Сатдхара в нескольких милях к западу от Санчи археологи обнаружили ещё одну пару стеатитовых реликтовых шкатулок в ступе № 2, которую местные жители называли «Будда Бхита» или «Памятники Будды». Шкатулки (около 7,5 см в диаметре и 5 см в высоту) были немного меньше по сравнению с находками из Санчи и содержали несколько фрагментов человеческих костей. Согласно Каннингему, ступа была вскрыта раньше, вероятно, жителями деревни, которые затем закрыли её, не найдя ничего, кроме фрагментов костей. На внутренней стороне крышек шкатулок были надписи, подобные надписям на крышкам шкатулок из Санчи: Сарипутаса и Маха Могаланаса. Единственная заметная разница заключалась в расположении гласной брахми, что, по мнению Каннингема, говорило о том, что надпись выполнена другим гравером, либо в другой период времени.
Каннингем предположил, что реликвии хранились в ступах недалеко от Раджагахи вплоть до времён императора Ашоки, который распределил их по всей Индии. Учёные также предположили, что правитель Шунги, возможно, также распространял реликвии и строил ступы для их хранения, наподобие ступы в Санчи. Каннингем и Мэйси потратили несколько месяцев на раскопки многочисленных ступ в этом районе, но не обнаружили более значительных находок, чем в Санчи и Сатдхаре.

## Показ в Великобритании

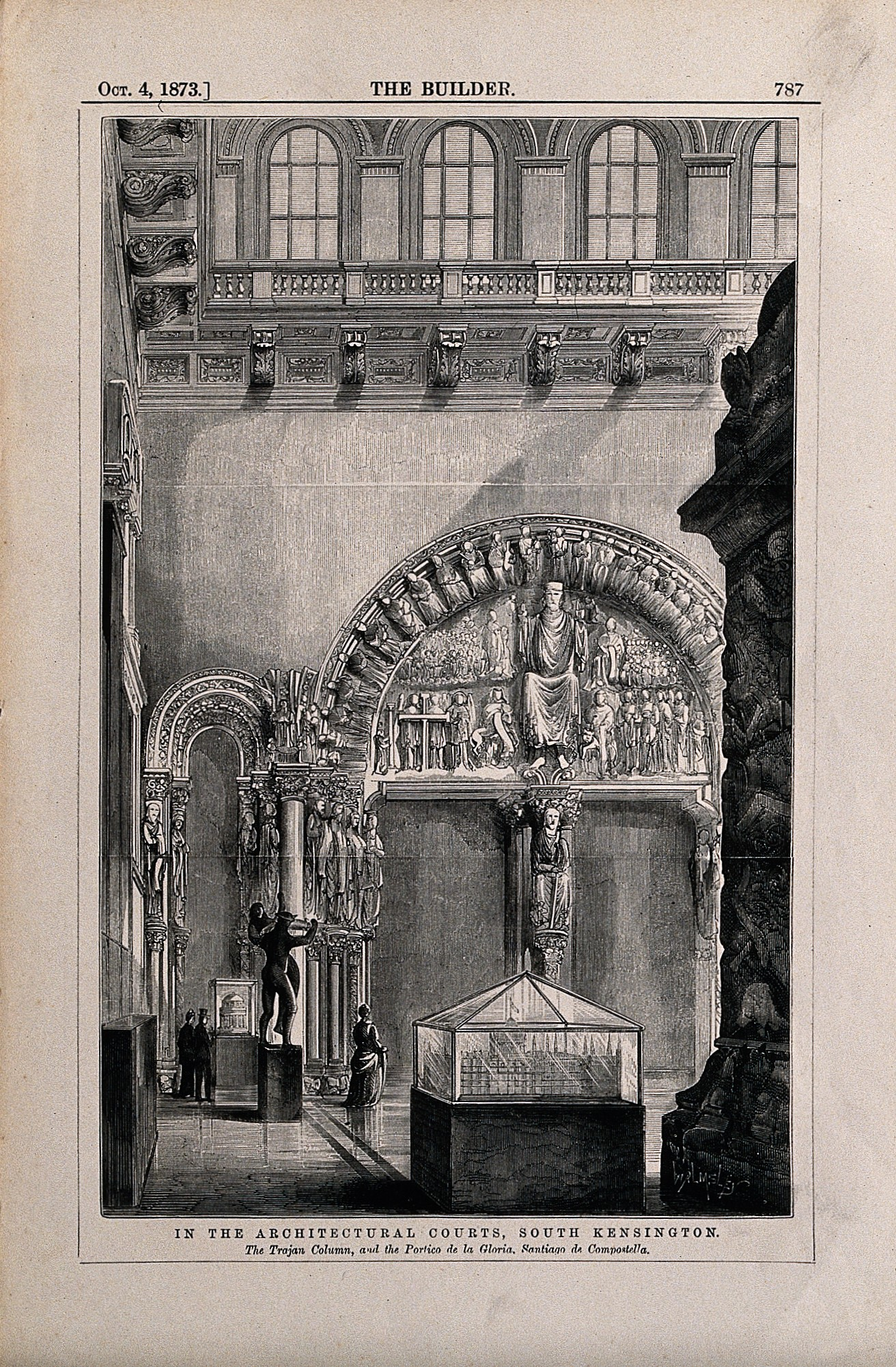
Изображение музея Виктории и Альберта в 1873 году, тогда называвшегося Южным Кенсингтонским музеем

Каннингем и Мэйси разделили находки между собой. Мейси привёз реликвии из Сатдхары в Великобританию и в 1866 году одолжил их наряду с несколькими другими артефактами из Азии Музею Виктории и Альберта (прежнее название Южный Кенсингтонский музей) в Лондоне. В конечном итоге реликвии были приобретены музеем в 1921 году у сына Мейси, который стал их правообладателем. Каннингем повёз свои находки в Великобританию на двух кораблях, один из них затонул, поэтому реликвии из Санчи считаются утерянными. Историк Торкель Брекке, однако, утверждает, что Мейси взял с собой все находки и, таким образом, реликвии из Санчи отправились в Британию вместе с реликвиями из Сатдхары. Археолог Луи Фино отмечает, что Каннингема интересовали гробницы, а не их содержимое.
В конце XIX века в Южной Азии началось движение буддийского возрождения, возглавляемое Обществом Махабодхи. В 1920-х годах несколько буддийских организаций стали оказывать давление на британское правительство с целью вернуть мощи главных учеников в Индию, где их смогут почитать должным образом. Первоначальные запросы в виде серии писем от местных английских буддистов музей Виктории и Альберта отклонил. В ответ на другую просьбу временно отправить реликвии в местный буддийский центр для поклонения музей предложил небольшой группе местных буддистов поклониться реликвиям на своей территории . Отказ был аргументирован тем, что в коллекции музея хранятся также христианские реликвии и возвращение буддийских реликвий создаст прецедент к возврату подобных экспонатов.
Ситуация изменилась в 1939 году, когда запрос от имени буддийских организаций о возвращении реликвий был направлен правительством Индии. Директор музея Эрик Маклаган по-прежнему утверждал, что удовлетворение запроса приведет к вынужденному возврату христианских экспонатов, однако, было выражено мнение, что Британия, будучи христианской страной, имеет на них право, но не может претендовать на буддийские реликвии. Позднее в том же году британское правительство поручило музею вернуть реликвии по дипломатическим причинам. Однако передача была отложена из-за начала Второй мировой войны, поскольку транспортировка в условиях военных действий представляла опасность. После окончания войны в 1947 году в соответствии с соглашением с буддийскими организациями реликвии были официально перевезены в Шри-Ланку, где проживают преимущественно буддисты.

## Показ в Азии

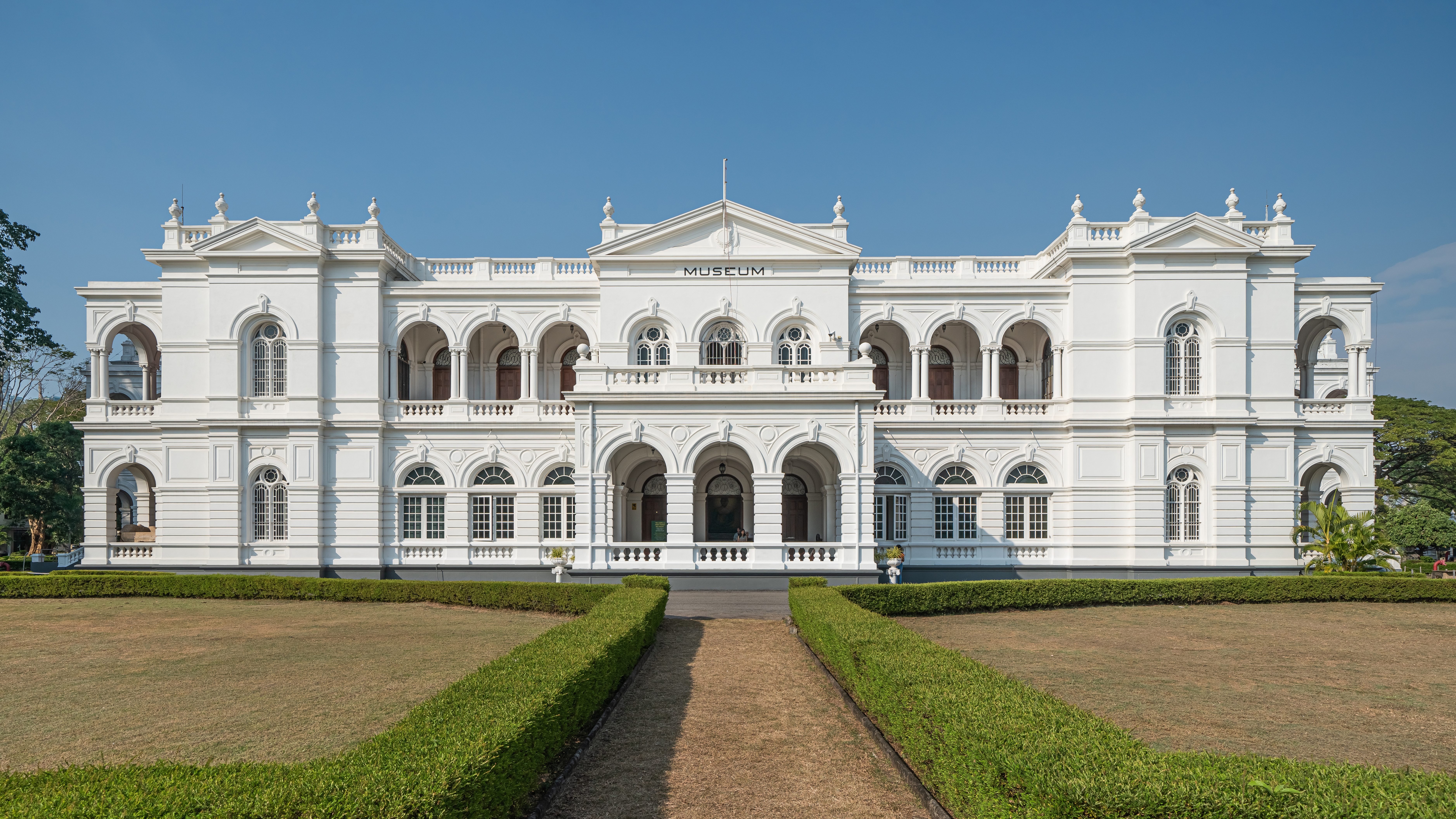
В Национальном музее Коломбо (прежнее название Музей Коломбо) реликвии хранились почти два года после возвращения из Британии

После передачи Британией реликвий они были выставлены в Музее Коломбо (ныне Национальный музей Коломбо) в Шри-Ланке, где их посетили около двух миллионов человек разного вероисповедания. Музей Виктории и Альберта первоначально передал реликвии в копиях гипсовых шкатулок. В 1948 году верховный комиссар Индии сделал запрос на возврат оригиналов и шкатулки также были переданы музеем в Шри-Ланку. Реликвии пробыли в Шри-Ланке почти два года, а затем в 1949 году были перевезены в Калькутту, Индия, где их официально принял премьер-министр Джавахарлал Неру и передал обществу Махабодхи. В течение двух недель они размещались в Дхармараджике Вихара, штаб-квартире общества, куда прибывал постоянный поток посетителей, многие из которых были индуистами и мусульманами. Затем мощи отправились в турне по северной Индии.
В 1950 году мощи были отправлены в Бирму с двухмесячным визитом. Они прибыли в бирманский город Рангун одновременно с другими буддийскими реликвиями из Шри-Ланки. Согласно сообщениям об этом мероприятии, для встречи собралась большая часть города. За месяц, который реликвии провели в городе, к ним постоянно стекались посетители. На второй месяц визита реликвии были отправлены в речной тур по Бирме, в ходе которого на остановках собирались большие толпы людей из соседних деревень. В бирманской прессе говорилось о посещении святынь в районах проживания этнических меньшинств, где они также были встречены с энтузиазмом. Кроме того, реликвии выставлялись в Непале, Тибете и Камбодже.

## Хранение реликвий

### Бирма
После осмотра реликвий в Бирме в 1950 году премьер-министр У Ну попросил Индию передать их часть Бирме на постоянное хранение. Позднее в том же году премьер-министр Индии Джавахарлал Неру согласился предоставить часть реликвий в качестве «бессрочного займа», что было воспринято как жест доброй воли по отношению к получившей независимость Бирме. Бирманская часть реликвий Шарипутры и Маудгальяяны прибыла из Калькутты в 1951 году в тот же день, что и некоторые реликвии самого Будды. На встрече присутствовало большое количество людей. Реликвии снова отправились в тур по стране. Затем они были помещены в святилище возле пагоды Ботатуанг, которая была разрушена во время Второй мировой войны и в настоящее время восстанавливается. Хотя бирманское правительство первоначально намеревалось разместить реликвии в пагоде Ботатуанг после реконструкции, в 1952 году премьер-министр У Ну решил вместо этого навсегда разместить их в построенной в том же году пагоде Каба Айе в Янгоне.

### Шри-Ланка
Шри-Ланка также получила часть реликвий, которые были привезены из Санчи в 1952 году и хранятся в храме общества Махабодхи в Коломбо. Реликвии ежегодно выставляются во время праздника Весак, дня рождения Будды. В 2015 году общество Махабодхи нарушило традицию, показав реликвии Папе Франциску вне праздника. Отвечая на критику, глава общества заявил, что ни один папа не ступал внутрь буддийского храма с 1984 года, и добавил, что «религиозные лидеры должны играть позитивную роль в объединении, а не в разделении общин».

### Индия
Часть реликвий, которая осталась в Индии, также была помещена 30 ноября 1952 году в Четиягири Вихару в Санчи, построенную обществом Махабодхи специально для этой цели. Строительство Вихары было частично профинансировано за счёт пожертвования навабом Бхопала, а также земельного гранта от местного правительства Бхопала. Реликвии ежегодно демонстрируются на ежегодном международном буддийском празднике в ноябре. Они являются предметами глубочайшего почитания паломников из каждой буддийской страны и постоянным напоминанием о жизни тех, кому Учение Будды принесло свои лучшие плоды. В 2016 году их посетила тайская принцесса Сириндхорн.

Современное хранение реликвий
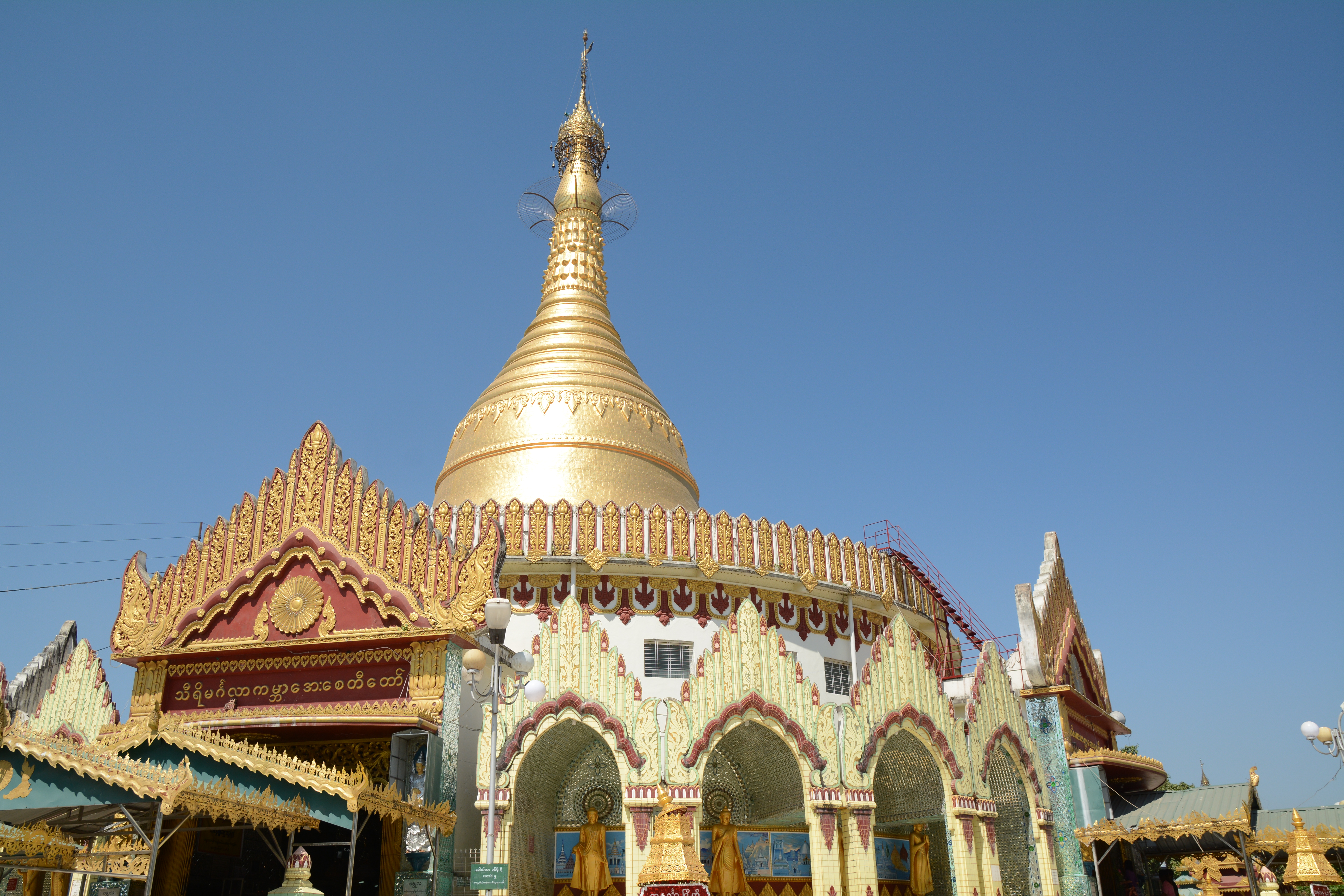
Пагода мира во всем мире (Янгон, Мьянма) Месторасположение:
16°51′24″ с. ш. 96°09′08″ в. д.HGЯO
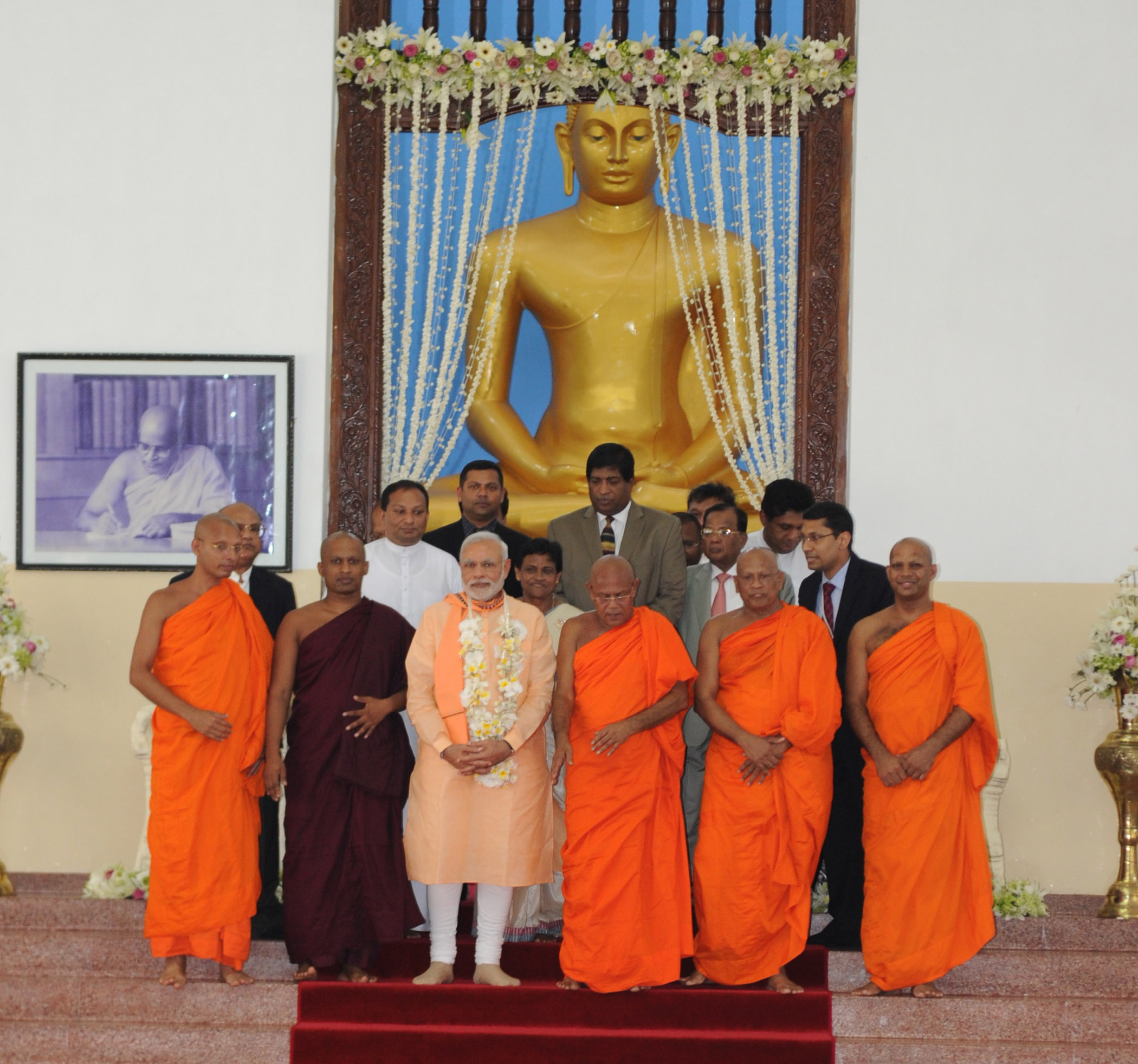
Храм общества Махабодхи (Коломбо, Шри-Ланка) Месторасположение:
6°50′31″ с. ш. 79°43′24″ в. д.HGЯO
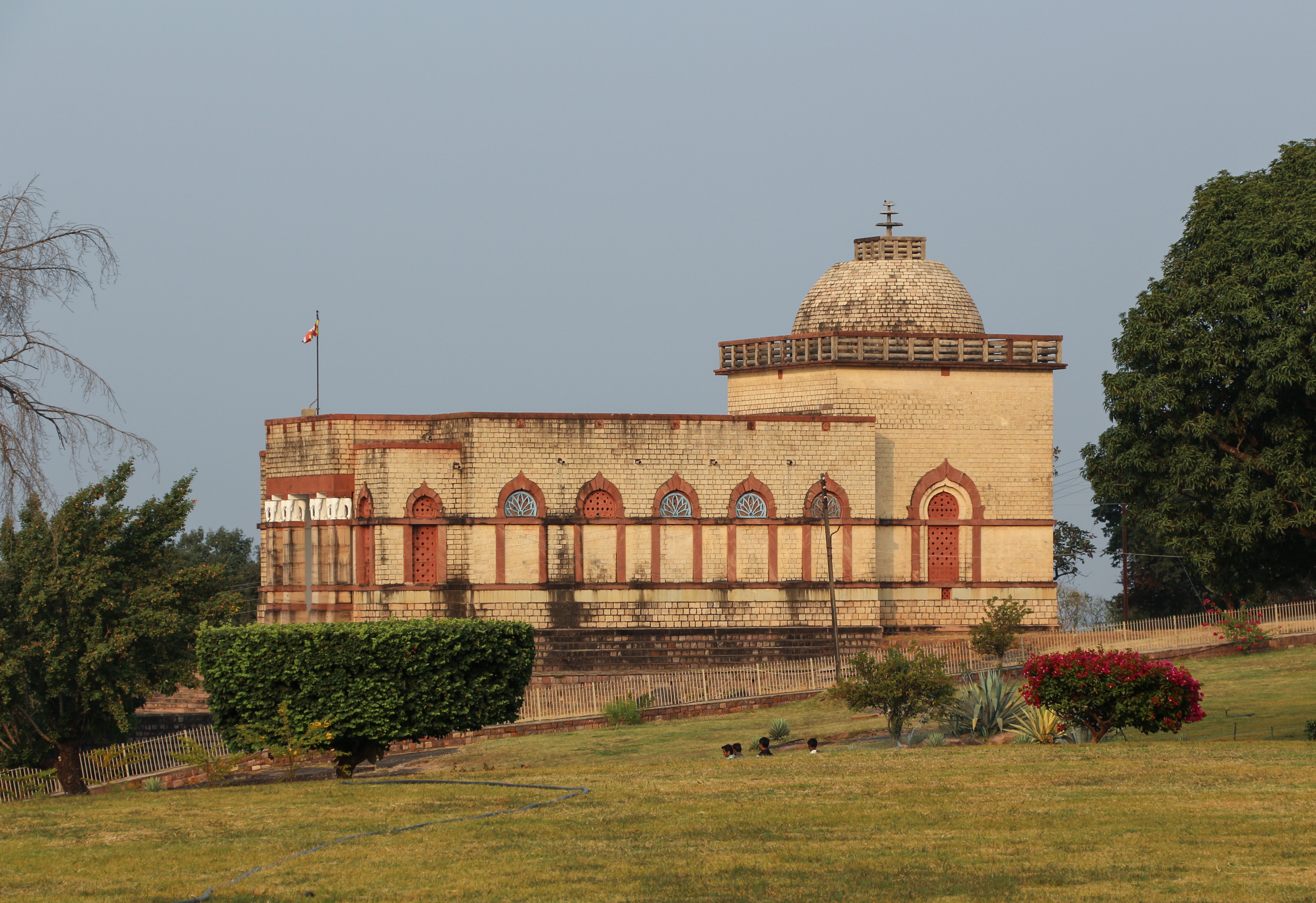
Четиягири Вихара (Санчи, Индия) Месторасположение:
23°28′51″ с. ш. 77°44′25″ в. д.HGЯO

## Наследие

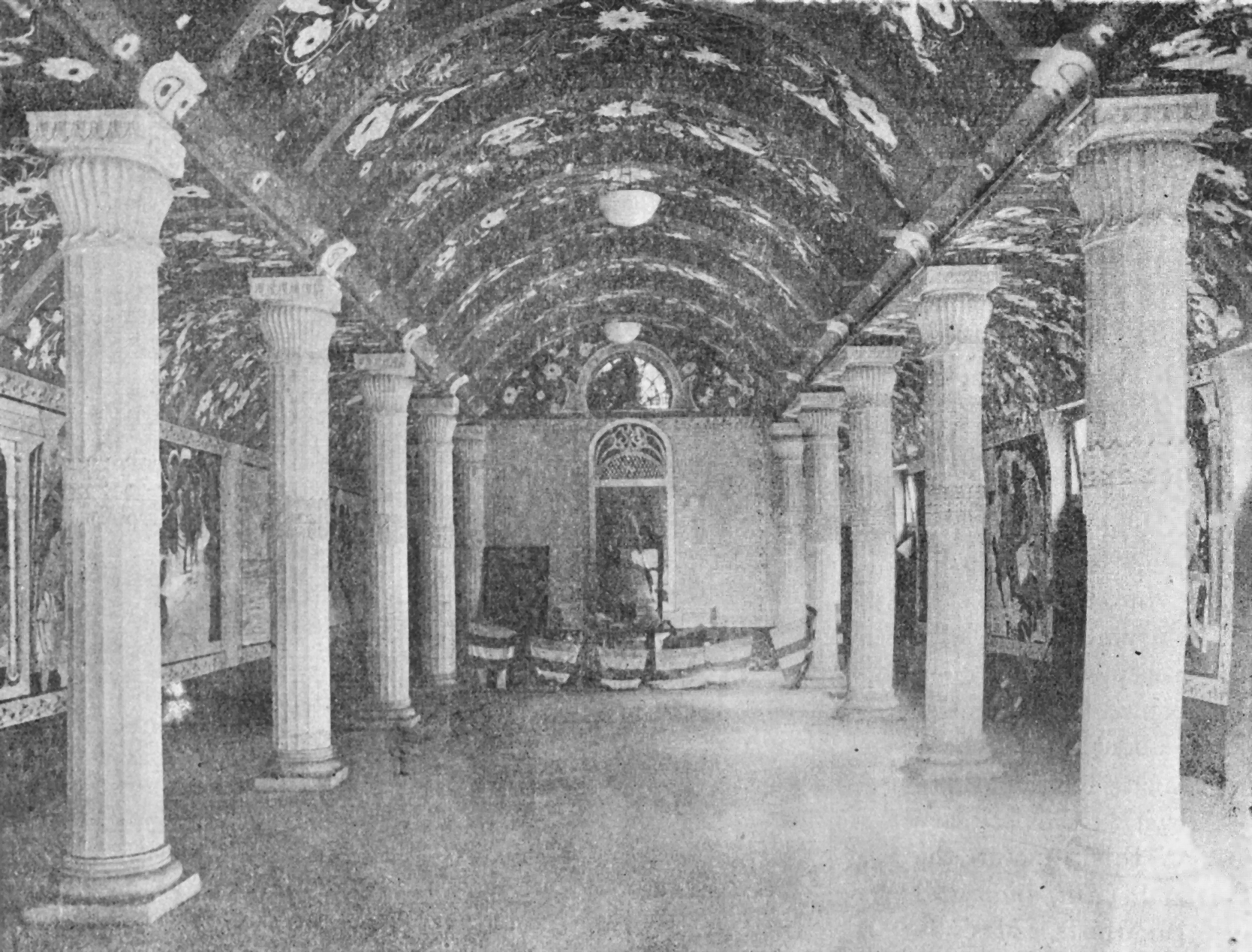
Интерьер Дхармараджика Четия Вихара Общества Махабодхи, где реликвии впервые хранились по возвращении в Индию. Возвращение мощей считалось одним из величайших достижений Общества

Брекке называет возвращение реликвий Шарипутры и Маудгальяяны в Азию величайшим достижением и «важнейшей исторической точкой отсчёта» индийского общества Махабодхи, сопоставимой только с той ролью, которую общество сыграло в возвращении реликвий самого Будды. В Индии возвращение реликвий сопровождалось масштабной церемонией и было высоко оценено в обществе. По словам Брекке, Джавахарлал Неру видел в буддизме мирную и объединяющую силу для Индии, а реликвии главных учеников считались символом ценностей новой независимой страны — религиозной терпимости и ненасилия. В речах, произнесённых на церемонии, выступавшие сравнивали лидера независимости Индии Махатму Ганди и Будду.
По словам искусствоведа Джека Далтона, показ реликвий в Бирме сыграл значительную политическую роль. На фоне гражданских беспорядков новое независимое бирманское государство содействовало возрождению буддизма. Реликвии помогли установить легитимность нового правительства и способствовали единению общества. После того, как реликвии побывали в Бирме, премьер-министр Бирмы У Ну заявил, что «в каждом месте, где они выставлялись, особенно в окрестностях неспокойных районов, моральный дух общества значительно улучшился».
Брекке утверждает, что история реликвий показала динамику взаимоотношений между археологией и политикой. Хотя по мнению кураторов музея Виктории и Альберта, а также Мейси и Каннингема, реликвии Шарипутры и Маудгальяяны могли иметь только художественную и историческую ценность, они стали частью возрождения буддизма в конце XIX — начале XX века. Их возвращение создало прецедент и некоторые индийские археологические артефакты, хранящиеся в британских музеях, до сих пор оспариваются. В целом, вопрос возврата культурных ценностей западными музеями представляет проблему. Далтон говорит об «удивительной» истории реликвий и их влиянии на различные правительства: «эти крошечные кусочки костей сподвигли не только миллионы преданных во всём мире, но и правительства разных стран».